# 화서역 파크 푸르지오
화서역 파크 푸르지오(Hwaseo Station Park Prugio)는 경기도 수원시 장안구 정자동에 위치한 아파트 단지이다. 아파트는 총 14개동 2,355세대로, 오피스텔은 458실로 구성되어 있다.

## 교육
초등학교
- 송림초등학교
- 명인초등학교

중학교
- 명인중학교

고등학교
- 장안고등학교

## 같이 보기
- 수원시의 마천루 목록